# Taktisches Ausbildungskommando der Luftwaffe USA
Das Taktische Ausbildungskommando der Luftwaffe USA (TaktAusbKdoLw USA) ist eine Dienststelle der deutschen Luftwaffe auf der Sheppard Air Force Base in den Vereinigten Staaten (USA). Ihm sind alle fliegerischen Ausbildungseinrichtungen der deutschen Luftwaffe in den USA truppendienstlich unterstellt. Das Ausbildungskommando untersteht dem Luftwaffentruppenkommando. Von 1996 bis 1999 gab es bereits eine Dienststelle gleichen Namens, welche dann in das Fliegerische Ausbildungszentrum der Luftwaffe USA (FlgAusbZLw USA) umgegliedert wurde.

## Geschichte
Das TaktAusbKdoLw USA entstand zum 1. Januar 1996 nach Auflösung und Umgliederung der 1. Deutschen Luftwaffenausbildungsstaffel auf der Holloman Air Force Base. Zum 1. Juli 1999 wurde es in das FlgAusbZLw USA umgegliedert.  Am 1. Juli 2016 wurde das TaktAusbKdoLw USA auf der Holloman AFB neu aufgestellt, um die truppendienstliche Führung der fliegerischen Ausbildungseinrichtungen in den USA durch ein übergeordnetes Führungselement sicherzustellen. Das Kommando verlegte zum 1. April 2019 auf die Sheppard AFB.
Von 1996 bis 1999 war das Kommando dem Deutschen Luftwaffenkommando USA/Kanada in Fort Bliss (El Paso/Texas) unterstellt. Bei der Neuaufstellung wurde das Kommando dem Luftwaffentruppenkommando unterstellt.

## Unterstellte Truppenteile
- Deutscher Dienstältester Offizier/Deutscher Anteil Euro NATO Joint Jet Pilot Training (DDO/DtA ENJJPT) (Sheppard Air Force Base, Wichita Falls, Texas)
- 2. Deutsche Luftwaffenausbildungsstaffel (Naval Air Station Pensacola, Pensacola, Florida)
- 3. Deutsche Luftwaffenausbildungsstaffel (Phoenix Goodyear Airport, Goodyear, Arizona)